# Mersin Cup 2013
Il Mersin Cup 2013 è stato un torneo di tennis facente parte della categoria ATP Challenger Tour nell'ambito dell'ATP Challenger Tour 2013. È stata la 2ª edizione del torneo che si è giocata a Mersin in Turchia dall'8 al 14 aprile 2013 su campi in terra rossa e aveva un montepremi di €42,500.

## Partecipanti singolare

### Teste di serie
| Nazionalità | Giocatore             | Ranking* | Testa di serie |
| ----------- | --------------------- | -------- | -------------- |
| Austria     | Andreas Haider-Maurer | 116      | 1              |
| Germania    | Jan-Lennard Struff    | 117      | 2              |
| Bielorussia | Uladzimir Ihnacik     | 148      | 3              |
| Serbia      | Dušan Lajović         | 153      | 4              |
| Kazakistan  | Michail Kukuškin      | 156      | 5              |
| Germania    | Simon Greul           | 157      | 6              |
| Francia     | Stéphane Robert       | 181      | 7              |
| Germania    | Dominik Meffert       | 186      | 8              |

- Ranking al 1º aprile 2013.

### Altri partecipanti
Giocatori che hanno ricevuto una wild card:
- Tuna Altuna
- Cem İlkel
- Barkin Yalcinkale
- Anil Yuksel

Giocatori che sono passati dalle qualificazioni:
- Marcin Gawron
- Michael Linzer
- Jaroslav Pospíšil
- Marc Sieber

## Partecipanti doppio

### Teste di serie
| Nazionalità | Giocatore        | Nazionalità | Giocatore            | Ranking* | Testa di serie |
| ----------- | ---------------- | ----------- | -------------------- | -------- | -------------- |
| Irlanda     | James Cluskey    | Bielorussia | Uladzimir Ihnacik    | 359      | 1              |
| Moldavia    | Radu Albot       | Ucraina     | Oleksandr Nedovjesov | 428      | 2              |
| Italia      | Alessandro Motti | Italia      | Simone Vagnozzi      | 488      | 3              |
| Rep. Ceca   | Jan Mertl        | Rep. Ceca   | Jaroslav Pospíšil    | 544      | 4              |

- Ranking al 1º aprile 2013.

### Altri partecipanti
Coppie che hanno ricevuto una wild card:
- Haluk Akkoyun /  Marsel İlhan
- Durukan Durmuş /  Anil Yuksel
- Cem İlkel /  Efe Yurtacan

## Vincitori

### Singolare
Jiří Veselý ha battuto in finale  Simon Greul con il punteggio di 6–1, 6–1

### Doppio
Andreas Beck /  Dominik Meffert hanno battuto in finale  Radu Albot /  Oleksandr Nedovjesov con il punteggio di 5–7, 6–3, [10–8]